# هانسكامبس
هانسكامبس (بالفرنسية: Hannescamps)‏ هي بلدية تقع في إقليم باد كاليه من منطقة نور با دو كاليه في شمال فرنسا. تبلغ مساحة هذه المدينة 3.17 (كم²)، وترتفع عن سطح البحر 144 م، يبلغ عدد سكانها 149 نسمة حسب إحصاء المعهد الوطني للإحصاء والدراسات الاقتصادية سنة 2009 م. وترأس Ernest Auchart البلدية خلال فترة (2008-2014).